# Lillkyrkan

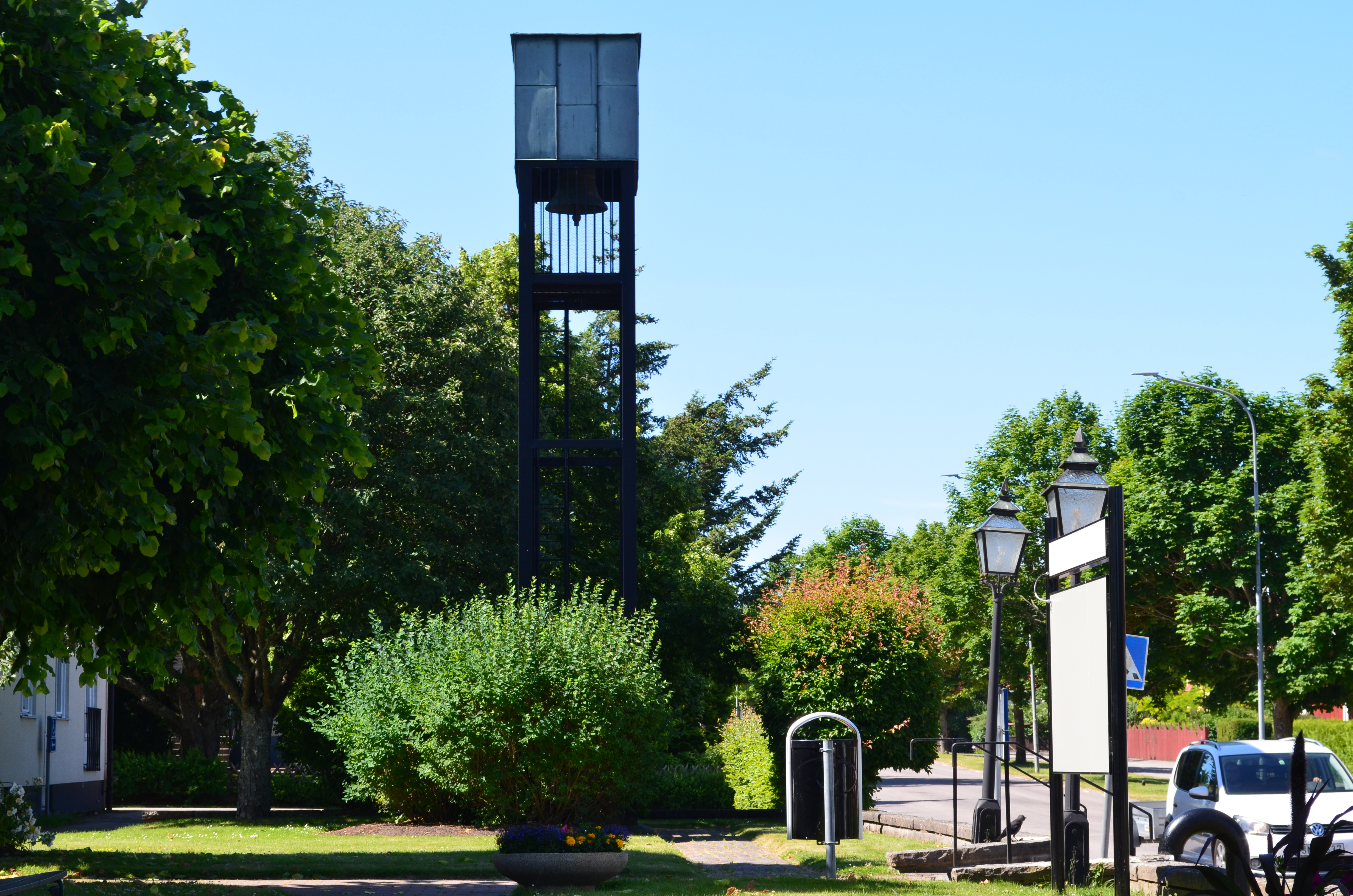
Lillkyrkans klockstapel

Lillkyrkan är en kyrkobyggnad i Motala i Linköpings stift. Den är församlings- och distriktskyrka i Motala församling.

## Historik
Kyrkan uppfördes 1957 efter ritningar av arkitekt Lennart Ekenger och var en mycket tidig stadsdelskyrka. Byggmästare vid byggnationen av kyrkan var Helmer Andersson och Albin Bengtsson. Utanför kyrkan byggdes en klockstapel av Motala Verkstad. Klockorna i stapeln är gjutna av Bergholtz klockgjuteri i Sigtuna.

### Kyrkorummet
Kyrkorummet byggdes med plats för 150 personer. Altartavlan, som består av en fresk är komponerad av Lennart Segerstråle och tillverkades av Stig Kling. Motivet är hämtat från Matteusevangeliet 11:28. Altartavlan invigdes 31 oktober 1957. Kyrkan renoverades 1995 efter förslag av arkitekten Lars Gustavsson, FFNS i Linköping. Altartavlan konserverades 2014.

### Inventarier
- Maria med Jesusbarnet, skulptur tillverkad 1982 av professor Anton Fischer i Oberammergau. De skänktes till kyrkan av Eftermiddagssyföreningen, Kvälssyföreningen och Ansgarsmammorna.[1]
- Dopfunt i Kolmårdsmarmor av Kurt von Schmalensee, har en dopskål av silver.[1]
- Tre mässhakar från 1957 och en från 1961 av konstnären Inga-Mi Vannérus Rydgran.[1]
- Kormattan tillverkad 1961 av Inga-Mi Vannérus-Rydgran.[1]
- Fyra glasmålningar av Edlef Romeny.[1]

#### Orgel
Orgeln är mekanisk och byggd 1957 av Magnussons Orgelbyggeri, Göteborg. Fasaden är ny.
| Huvudverk I   | Svällverk II    | Pedal      | Koppel |
| Rörgedackt 8’ | Spetsflöjt 8’   | Subbas 16’ | I/P    |
| Principal 4’  | Gedacktflöjt 4’ |            | II/P   |
| Waldflöjt 2’  | Larigot 1 1⁄3’  |            | II/I   |
| Mixtur 3-5 ch |                 |            |        |

## Bildgalleri

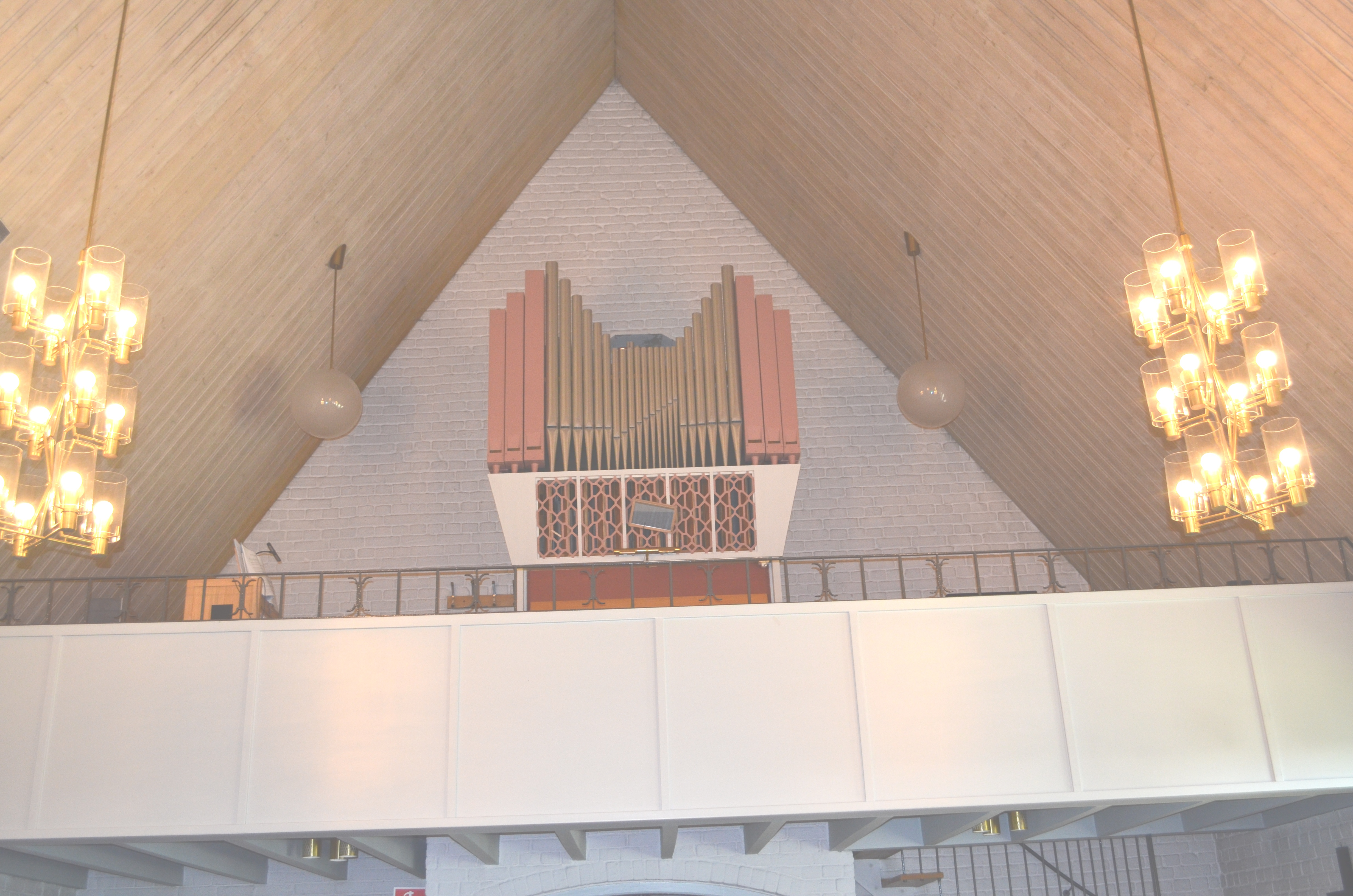
Lillkyrkans orgelläktare
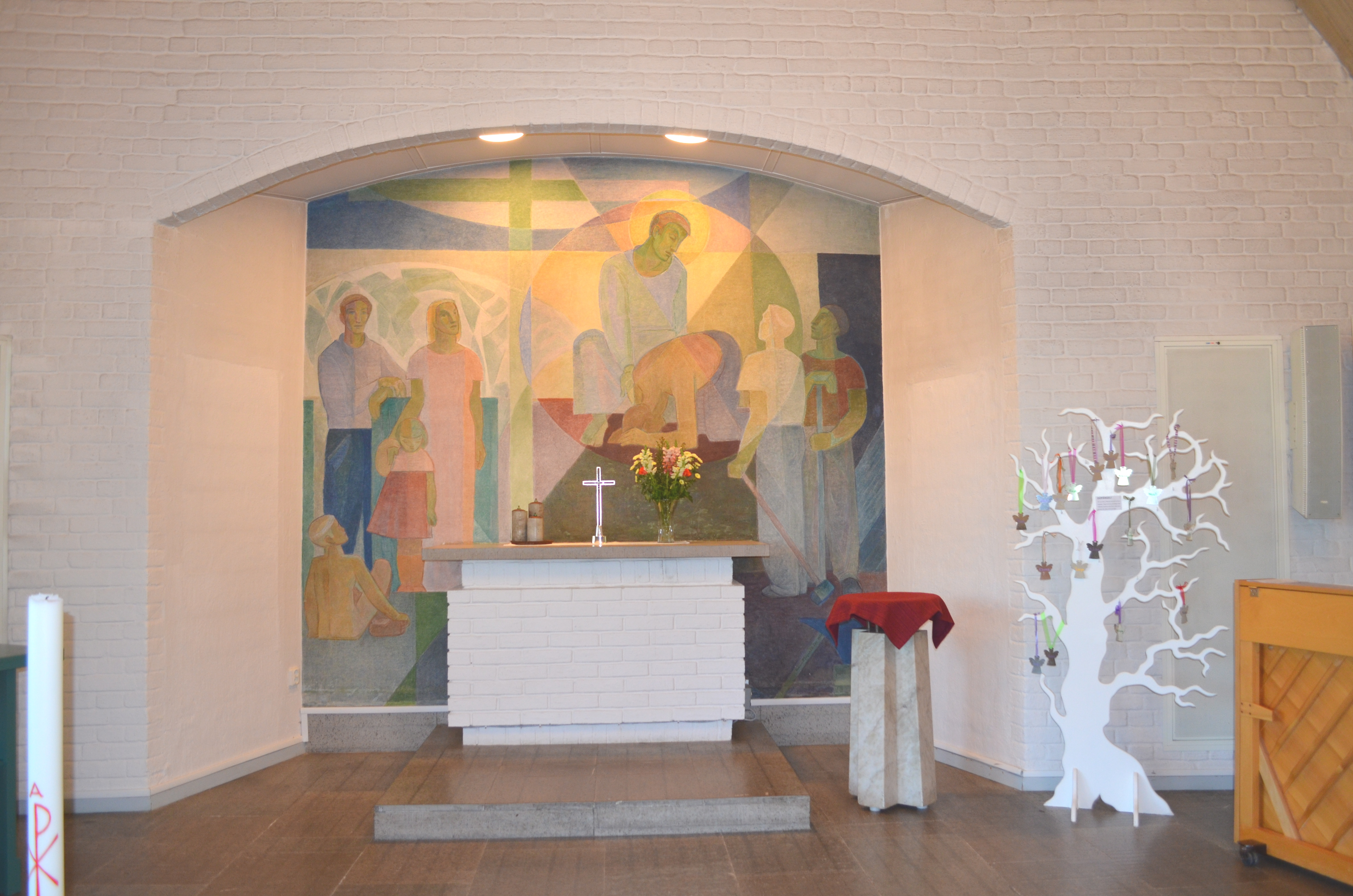
Lillkyrkans altare med dopfunt
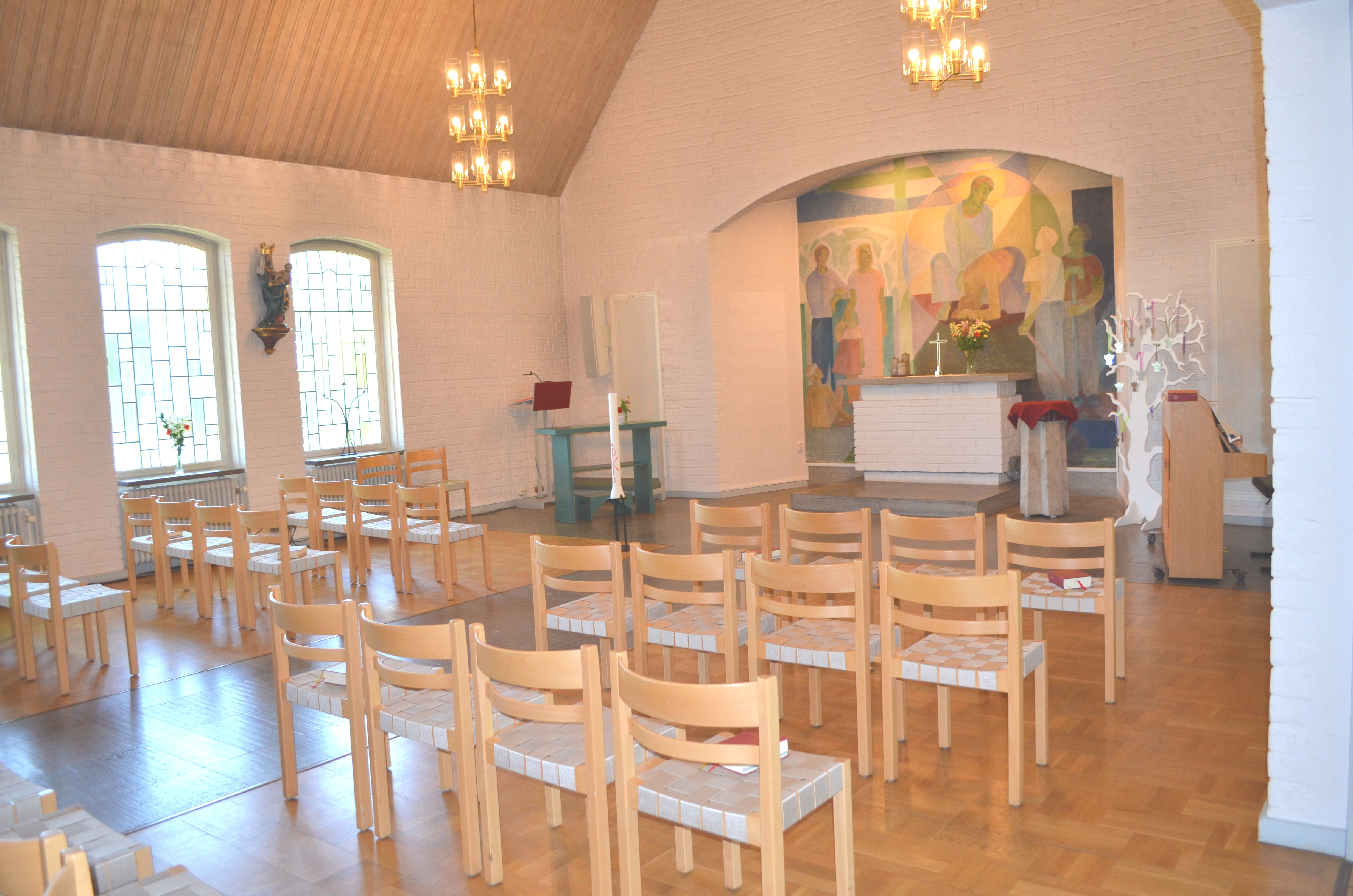
Lillkyrkans kyrksal

### Webbkällor
- Om Lillkyrkan i Motala.
- Kyrktorget informerar.